# Karla Henry
Pour les articles homonymes, voir Henry.
Karla Paula Ginteroy Henry, née le 23 mai 1986 à Limay, est un mannequin philippin ayant été couronné Miss Terre en 2008 ; elle est la première Asiatique à remporter ce concours.